# Batalla de Skyhill
La batalla de Scacafell o Skyhill tuvo lugar a una milla (1.6 km) al oeste de Ramsey, Isla de Man en 1079. Fue la tercera y última tentativa del caudillo vikingo hiberno-nórdico Godred Crovan para invadir la isla y arrancarla del poder del reino de Dublín y los jarls de las Orcadas. Con la unificación de la isla de Man y las Hébridas, su victoria supuso la creación del reino de Mann y las Islas.
Antes de la batalla, la isla de Man formaba parte de una entidad política llamada reino de las Sudreys, que estaba compuesta por Mann y las Hébridas. Desde 1075, Godred Crovan lanzó embestidas bélicas reivindicando el trono de su padre Harald el Negro, rey de Mann entre 1035–1040 pero a su muerte el poder pasó a manos de los jarls de las Órcadas.
Los ataques fueron repelidos por las fuerzas locales, a partir de la segunda oleada la figura de Fingal Godredson desaparece de los registros y es probable que muriese en la contienda, pero como este hecho no aparece en ninguna parte, los historiadores ignoran el detalle y no suelen mencionarlo.

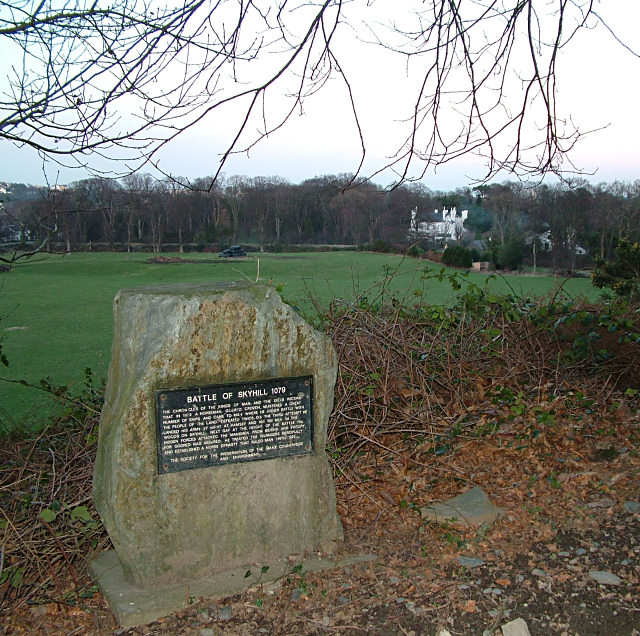
Piedra conmemorativa de la batalla de Skyhill

De las Crónicas de Mann [1079]:
Una tercera vez él reunió una fuerza superior y desembarcó de noche en el puerto de Ramsey, y trescientos hombres se ocultaron en el bosque, en la pendiente de la montaña llamada Sky Hill. Al amanecer los maneses formaron en orden de batalla y tras una primera oleada, se enfrentaron a las fuerzas de Godred. Cuando la batalla estaba en su vehemente apogeo, los 300 se levantaron de su escondite y comenzó a debilitarse la resistencia de los maneses y les obligó a huir. Cuando se vieron derrotados sin ningún lugar para escapar, la marea había llenado el cauce del río en Ramsey y el enemigo estaba presionando constantemente desde el otro lado, los que quedaron con vida pidieron a Godred con gritos lastimeros para salvar sus vidas. Movido por la compasión y compadeciéndose de su situación, ya que se había criado entre ellos por algún tiempo, llamó a su ejército y les prohibió que continuaran persiguiéndoles.’’
— Chronica Regum Manniae et Insularum